# ニジイロクワガタ

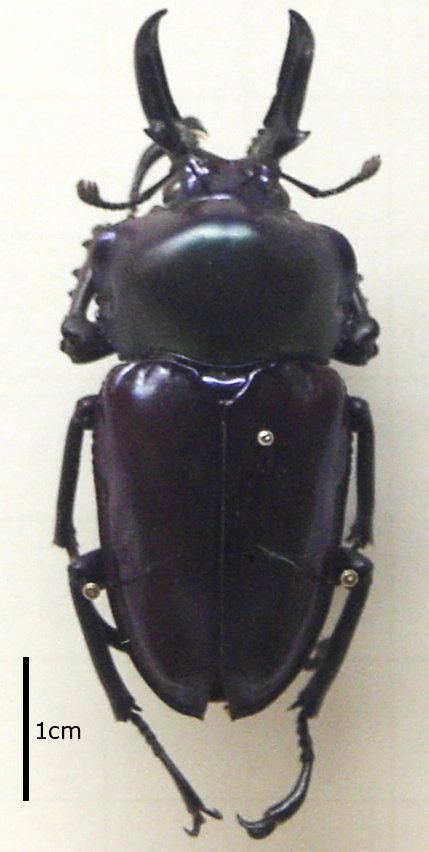
やや小型の個体

ニジイロクワガタ (Phalacrognathus muelleri) は、昆虫綱甲虫目クワガタムシ科に属するクワガタムシ。

## 特徴
オセアニアに生息するが、ニューギニア南部及び、オーストラリア北部のクイーンズランド州が有名な生息地。七色に輝く世界一美しいクワガタとして知られる。
キンイロクワガタ亜科の形態上の特徴として、オス成虫の頭部は小さく幅が狭く、大顎の基部は互いに強く接近し、また上向きに半円を描いて湾曲し、先端で二股に分かれている。一見すると挟みにくそうな形状であるが、力はそこまで弱いわけではない。ケンカの際は、相手を挟むよりは反り返った大顎でカブトムシのように下からすくい上げる戦法を得意とする。この大顎は蛹期にはゼンマイ状に丸まっている。また、キンイロクワガタ亜科の他の種と同様に、幼虫は尾端の形状が独特で、細長い。
前翅はもちろんのこと、脚から腹側までがタマムシのような緑色を地色とする金属光沢を示し、見る角度に応じて色調がわずかずつ変化する（構造色）が、個体によって差がある。一般的な個体では、前翅の赤みが強い。黒や青などの個体もいる。このような体色を持つ理由は明らかになってはいないが、本種が昼行性であるため、日光を反射させ体温の上昇を抑えたり、体色そのものが林の中では迷彩色となって外敵の目から逃れたりするのに好都合だと考えられている。
キンイロクワガタ亜科としては大型で、体長は♂40 - 68.6mm、♀20 - 35mm程であり、同亜科中最大。

交尾するニジイロクワガタ

成虫の寿命は比較的長く、蛹室脱出、活動開始後1年以上ある。飼育下では温度・栄養管理によっては丸2年以上生きることもあるが、これは後食開始以前の期間との区別があいまいなためである。いずれにせよ、クワガタムシ科を含む体色が美しい甲虫、いわゆる「色虫」の中ではかなりの長命種と言える。生息地では夏（日本では冬の時期）に成虫が発生し、白腐れの朽木に産卵する。

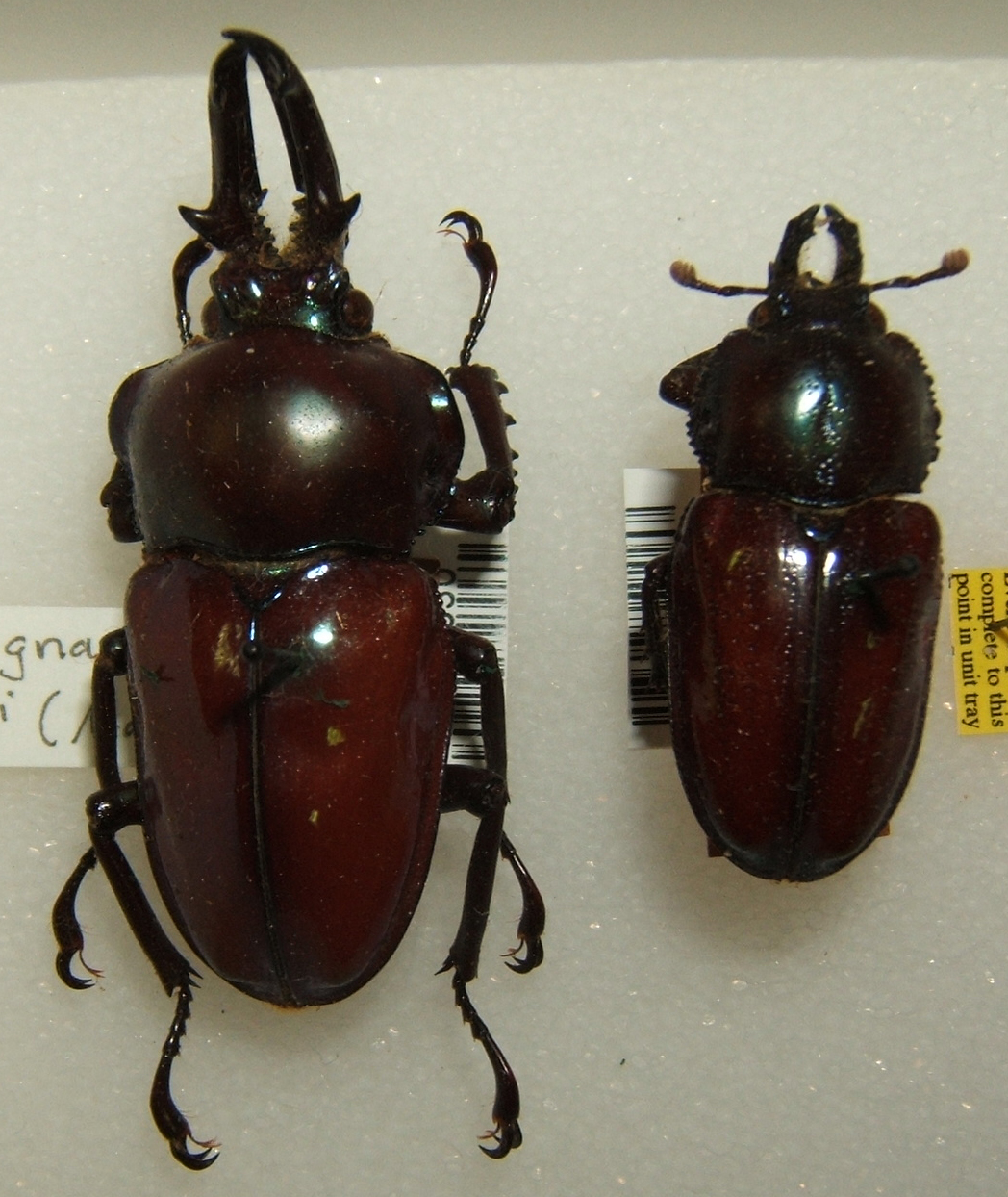
雌（右）と雄。これは赤黒い個体だが、成虫の多くはタマムシ色をしており、綺麗に輝く

## 飼育
性格は比較的温厚であり飼育はそれほど難しくなく、成虫は丈夫で産卵も容易と言われている。
キンイロクワガタ亜科の他種と同様に、雌個体が水分を多く含んだ軟らかい産卵材に穿孔し、そこに自ら削った材を詰めて産卵する場合が多い。雌1個体の産卵数が多いので、適切な環境・栄養管理下では、飼育ケースを埋め尽くすほどの幼虫が得られる場合もある。幼虫は菌糸ビンにより大型になることが知られているが、マットでも問題なく成長する。幼虫は産卵されてから1年足らずで羽化する。
大きく、丈夫で寿命が長く、何より美麗で、繁殖も比較的容易なことから、非常に人気の高い種である。
体格があまり大きくない割には脚でしがみつく力が非常に強いため、人間の手に載せてしまうと出血を伴う怪我をしてしまう恐れがある。

## 経緯
1999年4月6日、ニジイロクワガタが他の外国産クワガタムシに先駆けて日本に輸入された。輸入当初はその美麗な外観から値段が高かったが、飼育や繁殖は比較的簡単であることから、価格は安定した。
ニューギニア島の亜種は生息地等の生態が殆どわかっておらず、原名亜種は生息地が各国立公園に指定されており捕獲は禁止、オーストラリア政府も動植物の国外への持ち出しを禁じており、今出回っているものは、現地や日本で繁殖されたものである。
長らく本記事で言及されてきた、「ブラジル産ニジイロクワガタ属昆虫」の存在を示唆する記録は、2024年現在までには知られていない。しかし、本種やキンイロクワガタ属と近縁のドウイロクワガタ属が南米から知られており、かつてはゴンドワナに広く分布していた可能性がある。

## 亜種
原名亜種 P. m. muelleri
オーストラリアのクイーンズランド州に生息する。
P. m. fuscomicans
ニューギニア島の鉱山で見つかり1908年に記載されたがその鉱山は廃坑になったため標本は数体しかなく絶滅した可能性もある。なお色は地味で黒色に近いがそれ以外には原名亜種との形態の差はほとんど見られない。